# Ашва
Ашва (лит. Ašva) — река на севере Литвы, левый приток реки Вадаксте. Берёт начало в болотах Каманю, протекает через населённые пункты Ашвенай и Межяй. Далее течёт через озеро Мейжис (площадь озера — 32,7 га) и продолжает течь в северо-западном направлении. Протекает под железнодорожной веткой на участке Мажейкяй — Лайжува. В нижнем течении течёт через 2 пруда. Впадает в Вадаксте у деревни Лецкава, в 3,3 км от её впадения в реку Вента.
Наиболее значительный приток — река Вайдминас. Длина составляет 33 км; площадь бассейна — 172 км².